# Масіх Алінеджад
Масуме «Масіх» Алінеджад-Гомі (перс. مسیح علی‌نژاد, нар. 11 вересня 1976) — іранська журналістка, авторка та політична діячка. В даний час Алінеджад працює ведучою / продюсеркою перської служби VOA, кореспондента «Радіо Фарда», часта співробітниця телебачення «Маното» та редакторка журналу IranWire.
Алінеджад відома своєю критикою до іранської влади. Зараз вона живе в еміграції в Нью-Йорку і здобула кілька нагород, включаючи премію з прав людини з Женевського саміту з прав людини Watch ООН 2015 року, премію Оміда за журналістику від Фонду Мехді Шемсара та нагороду AIB Media Excellence «настійно рекомендується».